# جي. بي. ماركس
جي. بي. ماركس هو نقابي وسياسي جنوب أفريقي، ولد في 21 مارس 1903 في Ventersdorp ‏ في جنوب أفريقيا، وتوفي في 1 أغسطس 1972 في موسكو في روسيا. نشط حزبياً في المؤتمر الوطني الأفريقي.